# سابرائوگو
سابرائوگو شهری در شهرستان کومبیسیری در استان بازگا در بورکینافاسوی مرکزی است و جمعیت آن ۱۲۸۲ نفر است.